# Down Town Alley
「Down Town Alley」（ダウンタウンアレイ）は、清水宏次朗が1987年3月10日に発売した6枚目のシングル。作詞は松本隆、作曲は織田哲郎が担当した。

## 解説
- 1987年にロート製薬が発売開始した目薬「ロートZi」のCM曲としてリリース。おもに成人男性をターゲットにした商品で、清水宏次朗が初代キャラクターとしてCMにも出演した。
- 「Down Town Alley」は、青年が、育った街に戻り、結婚したかつての恋人に思いを馳せる曲調になっている。
- 当時、「ビー・バップ・ハイスクール」シリーズに出演中だった清水に硬派なイメージがあったため、バイク・恋・車・ケンカを巧みに歌詞に織り交ぜているものの、一貫してナイーブな青年の回想と心情が綴られた曲になっている。
- アルバム「$1,000,000night」にも収録、 清水のコンサートのセットリストには、ほぼ毎回入れられる1曲である。
- B面の「ラジオを消して」はスローバラードで、こちらも清水のコンサートのセットリストに入れられることが多い。

## 収録曲
A面
Down Town Alley
- 作詞：松本隆
- 作曲・編曲：織田哲郎

B面
ラジオを消して
- 作詞：山川健一
- 作曲・編曲：織田哲郎

## 収録アルバム
- $1,000,000night（1987年）
- ORIGINAL BEST（1987年）
- 自然（1989年）

なお、上記アルバムはサブスク配信されている

## カバー
織田哲郎（自身のYouTubeチャンネル『チラシで即興で歌を！ #織田哲郎Youtube ライブ動画配信！今日はオダテツ60分トーキング アーカイブ』でセルフカバー）